# Formfilter
Formfilter ist ein Begriff aus der Elektrotechnik. Er beschreibt eine Kategorie von Übertragungssystemen, die normal verteilte, stationäre, ergodische und mittelwertfreie Rauschsignale auf weißes Rauschen zurückführen. Sie gehören zur  Klasse der Stochastischen Systeme.

## Eigenschaften und Verwendung
Formfilter sind asymptotisch stabil, linear und zeitinvariant.
Sie werden genutzt um stationäres, ergodisches und normalverteiltes Rauschen auf weißes Rauschen zurückzuführen, da dieses rechnerisch einfacher zu behandeln ist.

## Arten
Eine grobe Unterteilung ist:
- Breitbandfilter machen aus Breitbandrauschen mit Leistungsdichtespektrum

{\displaystyle S_{X}(s)={\frac {1}{-a^{2}s^{2}+b^{2}}}}
weißes Rauschen. Die Übertragungsfunktion lautet
{\displaystyle G(s)={\frac {1}{as+b}}}
wobei {\displaystyle a,b>0}
- Schmalbandfilter machen aus Schmalbandrauschen mit Leistungsdichtespektrum

{\displaystyle S_{X}(s)={\frac {1}{s^{4}+(wb-a^{2})s^{2}+b^{2}}}}
weißes Rauschen. Die Übertragungsfunktion lautet
{\displaystyle G(s)={\frac {1}{s^{2}+as+b}}}
wobei {\displaystyle a,b>0}